# Túnel de les dos Valires
El Túnel de les Dues Valires (també anomenat Túnel de les Dos Valires) és una obra civil de tres quilòmetres de longitud del Principat d'Andorra que uneix les parròquies altes andorranes evitant passar per Andorra la Vella i Escaldes-Engordany.
Pel que fa a carreteres, uneix la CG-2 al terme d'Escaldes-Engordany amb la CG-3 amb Sispony i Anyós i més tard amb La Massana.
El túnel uneix les parròquies d'Encamp i la Massana, donant servei també a les d'Ordino i Canillo. És considerada l'obra d'enginyeria civil de més envergadura feta mai a Andorra.
La inauguració i obertura va tenir lloc el 31 de juliol del 2012. Els treballs es van veure paral·litzats arran de dos ensorraments, el primer del qual va causar la mort de cinc treballadors i sis ferits el novembre de 2009. El pont d'accés al túnel des de la Massana s'ha anomenat Pont de Lisboa per homenatjar els set treballadors portuguesos que van perdre la vida durant les obres.
Mobilitat autoritza a partir del 2022 el pas de bicicletes en ambdós sentits del túnel de les Dos Valires. L'executiu recorda que els ciclistes hauran de portar enllumenat de posició davant de color blanc i darrere de color vermell, així com elements reflectors.
Per tal de refermar la seguretat dels ciclistes, Mobilitat està pintant els primers 200 metres del carril bici color verde que s'ha reservat per a les bicicletes dins de la infraestructura. A més, es reforçarà la senyalització exterior per recordar als vehicles la seva circulació.